# Lispe palawanensis
Lispe palawanensis är en tvåvingeart som beskrevs av Shinonaga och Tadao Kano 1989. Lispe palawanensis ingår i släktet Lispe och familjen husflugor.
Artens utbredningsområde är Filippinerna. Inga underarter finns listade i Catalogue of Life.